# Поточна плиска
Поточна плиска (лат. Motacilla cinerea) је птица селица из реда певачица која живи на обалама брдско планинских река и потока. Директно је угрожена изградњом деривационих хидроелектрана на планинским рекама и потоцима.

## Опис
Мала је птица, дужина тела 17-20 cm. Тело јој је витко и издужено са дугим репом који карактеристично помера горе-доле током кретања. Креће се брзо и одсечно, а лети таласасто. Горњи део тела и глава су сиве, подрепак је жут, а груди и стомак су бели изузев мужјака код којег су груди жуте. Мужјаци имају црно грло и беле бркове и обрве, грло женки је црно прошарано белим док је грло младих птица бело а бркови нису присутни.

## Распрострањеност и станиште
Насељава брдско-планинске пределе Европе, Азије и северне Африке. Станишта су јој брзотекуће речице, потоци и обале језера са много истакнутог и голог камења. Неке од интересантних држава где је налажена на лутању су: Аустралија, Боцвана, Камерун, Канада, Малдиви, Сенегал, САД, Замбија и Зимбабве. Углавном је селица. Ван гнездеће сезоне насељава јужније делове Европе, Медитеран, Малу Азију и северну Африку. Током зимског лутања се може наћи на нижима надморским висинама, а чак и у градовима.

## Биологија
Гнездећи период је од почетка марта до августа. Оба родитеља граде гнездо и смештају га у шупљине и пукотине стена у близини водотокова. Понекад гнездо смештају на људским грађевинама. Има облик шоље. Спољашњи део је грађен од грубљег биљног материјала док је унутрашњост обложена фином травом а понекад и животињском длаком. Полаже 3-6 пегава јаја чија инкубација траје око две недеље. Храни се воденим бескичмењацима и летећим инсектима, а понекад уме и да ухвати веће тврдокрилце.

## Поточна плиска у Србији
У прошлости је била типична гнездарица уз горске потоке и реке. Крајем 20. и почетком 21. века гнезди се у већем делу Србије јужно од Саве и Дунава. У Војводини је у малом броју присутна само на Вршачким планинама које је колонизовала крајем 1970-их. У периоду сеобе среће се широм Србије, а одређени број јединки презимљава уз незалеђене водене површине. Популација у Србији је стабилна и броји 8700-12300 гнездећих парова. Најбројнија је у источној Србији где броји 2500-3300 гнездећих парова.
- Млада поточна плиска на Дојкиначкој реци
- Мужјак поточне плиске на Дојкиначкој реци
- Motacilla cinerea Grey wagtail videos, photos & soundscinerea